# 戴维·麦克
戴维·麦克（英語：David Mack，20世纪—），美国男子赛艇运动员。他曾代表美国参加克罗地亚萨格勒布举办的2000年世界赛艇锦标赛，获得男子轻量级八人单桨有舵手金牌。